# جون شو (لاعب كرة قدم بريطاني)
جون شو (10 نوفمبر 1983 بشفيلد في المملكة المتحدة - ) (بالإنجليزية: Jon Shaw)‏ هو لاعب كرة قدم بريطاني في مركز الهجوم. شارك مع منتخب إنجلترا لكرة القدم C ‏. أما مع النوادي، فقد لعب مع شيفيلد وينزداي ونادي بيرتن ألبيون ونادي روتشديل ونادي كرولي تاون ونادي لوتون تاون ونادي يورك سيتي ونادي هاليفاكس تاون ونادي بارو ونادي غيتزهد ونادي مانسفيلد تاون.

## وصلات خارجية
- جون شو (لاعب كرة قدم بريطاني) على موقع قاعدة بيانات كرة القدم.إي يو (الإنجليزية)
- جون شو (لاعب كرة قدم بريطاني) على موقع Soccerbase.com (لاعب) (الإنجليزية)
- جون شو (لاعب كرة قدم بريطاني) على موقع Soccerway.com (الإنجليزية)